# Al-Shabatliyah
Al-Shabatliyah (tiếng Ả Rập: الشبطلية) là một thị trấn ở phía tây bắc Syria, một phần hành chính của Tỉnh Latakia, nằm ở phía bắc Latakia. Các địa phương gần đó bao gồm Al-Shamiyah và Burj Islam ở phía nam, Ayn al-Bayda, al-Bahluliyah và Mashqita ở phía đông. Theo Cục Thống kê Trung ương Syria, al-Shabatliyah có dân số 3.300 trong cuộc điều tra dân số năm 2004. Cư dân của nó chủ yếu là Alawites.